# El Gato
The Cat in the Hat (El gato o El gato en el sombrero mágico en España e Hispanoamérica) es la adaptación del clásico de la literatura infantil del mismo nombre escrito por Dr. Seuss. Es la segunda y última película de acción en vivo basada en los trabajos del Dr. Seuss.
Producida por Brian Grazer y dirigida por Bo Welch. Protagonizada por Mike Myers en el papel del gato y Dakota Fanning como Sally. El hermano de Sally, que no se nombra en el libro, se conoce en esta versión como "Conrad" y es interpretado por Spencer Breslin. Como la película está basada en un libro infantil, se han añadido más tramas a la película para convertirla en un largometraje, incluyendo cosas más alocadas, separadas del libro original. Muchas de las rimas del libro son usadas en la película, aunque algunas son cambiadas, al igual que se añadieron otras.
El gato se estrenó en cines el 21 de noviembre de 2003 y obtuvo $38.329.160 dólares en su primer fin de semana, el primer lugar en la taquilla de América del Norte. La película terminó sus funciones el 18 de marzo de 2004, habiendo recaudado un total $101.149.285 dólares a nivel nacional y $32.811.256 en el resto del mundo, para un total mundial de $133.960.541 de dólares contra un presupuesto de 109 millones de dólares, convirtiéndose en un fracaso comercial.

## Sinopsis
En la ciudad de Anville, Joan Walden es una madre soltera que desarrolla con éxito una carrera en una agencia inmobiliaria dirigida por el germofóbico Sr. Hank Humberfloob, que esta obsesionado por la higiene que rápidamente despide a un empleado recién contratado que sin preguntarle le había estrechado la mano, posteriormente Humberfloob anuncia que Joan será la anfitriona de la fiesta de la empresa en su casa y le exige a ella mantener ordenada y limpia su casa ó de lo contrario será despedida.
Los hijos de Walden; Sally, una chica muy madura y lista y Conrad, un chico que siempre esta buscando problemas fastidioso y travieso, han acabado con la paciencia de su madre soltera luego que Conrad casi arruinase su vestido para la fiesta, arruinara en parte la casa y provocar que Nevins, el perro mascota de la familia, se escapase. Las travesuras de Conrad han hecho que su madre esté pensando seriamente la sugerencia de su vecino y pretendiente Lawrence Quinn quien había recuperado a Nevins y que a su vez mantiene una buena relación con Sally, de enviarlo a una academia militar. Conrad desafía a Lawrence, a quien llama Larry, de no ir a la escuela militar por lo que Lawrence no duda en demostrar su aversión al niño. La madre trata de mantener la paz en el hogar y al mismo tiempo tiene que organizar la fiesta de empresa en su casa, ante lo cual le dice a Conrad que, de encontrar la casa destruida, lo mandará al reformatorio. Así se quedan aburridos con su despistada, obesa y niñera taiwanesa, la señora Kwan que cae dormida; hasta que en plena lluvia aburridos conocen a un gato gigante, estrafalario, parlante y con un sombrero mágico, a quien descubren en su propia casa y sin ninguna idea sobre él y quienes se asustan y huir varias veces y que los encuentran.
El Gato muestra inmediata atracción hacia Joan luego de ver una fotografía de ella y posteriormente guarda a la señora Kwan en el armario, luego de medirlos con su Divertinometro (Phuno-Meter) descubre que ambos carecen de diversión y decide comenzar con un número musical llamado 'Diversión' (Fun-Fun-Fun) realizando trucos y actuaciones entre ellos equilibrar varios objetos sobre una pelota. El Pez de la familia (voz de Hayes) que también había sido equilibrado tiene su aversión al Gato queriendo hacer respetar las reglas de la madre pero los niños insisten al Gato quedarse, el Gato se presenta como el ser que los rescatará de sus vidas sin diversión, a través de varios trucos y actuaciones, no sin antes hacerles firmar un contrato que les garantiza divertirse sin que les pase algo malo.
El Gato comienza vestido de estereotípico mecánico reparando el sofá, en la sala donde Joan le había prohibido a los niños estar, convirtiéndolo en una especie de trampolín en el que los niños y el Gato saltan, pero son interrumpidos por Lawrence el cual es obligado a irse por su alergia a los gatos, ya que el Gato se estaba rascando en el techo sin que lo viese. El Gato luego por sugerencia de Sally deciden hacer cupcakes y para ello finge su propio informecial imitando a Martha Stewart y a un chef británico el cual muestra un aparato fabricador de cupcakes llamado Pastelillometro (Kupcake-Inator) y mezcla varios ingredientes raros, pero tras una discusión entre su contraparte se termina rebanando la cola con un cuchillo de carnicero. Cuando los cupcakes estaban en el horno con el aparato terminan causando una pequeña explosión que termina llenando de manchas moradas la cocina las cuales el Gato trata de limpiarlas con el vestido de Joan siendo detenido por los niños. Para enmendar tal error el Gato trae una Caja roja la cual contiene a sus asistentes; la Cosa 1 y la Cosa 2. El Gato al ver la curiosidad de Conrad hacia la Caja, que es un portal hacia su mundo, le exige como única regla nunca abrir la Caja, asegurándola con un candado en forma de cangrejo. Las Cosas limpian el vestido de Joan dispersando las manchas primero en el sofá y luego en toda la sala, posteriormente las Cosas comienzan a elevar cometas y con ello desorganizar más la casa, vanamente Sally y Conrad tratan de atrapar a las Cosas pero Conrad desobedeciendo al Gato hace abrir el candado el cual estando vivo se sujeta del collar de Nevins quien es lanzado por las Cosas a la calle, el Gato aun así les pide cerrar la Caja ya que de lo contrario traería graves consecuencias para ganar tiempo ponen a la aun dormida señora Kwan mientras irian a rescatar a Nevins y el candado.
Mientras tanto Lawrence es en realidad un fracasado patán desagradable que aparenta ser un exitoso hombre de negocios, roba comida de los Walden, tiene dentadura postiza, obeso y en la ruina financiera que solo desea casarse con Joan para vivir a costa de ella. Los problemas empiezan cuando Lawrence, metiche y malintencionado para con los hijos de Joan, sospecha algo de los hermanos, y al ver cuando Nevins, la mascota de la casa, se escapa, presentando la excusa perfecta para Lawrence de demostrar la irresponsabilidad de Conrad e incluso, de Sally, y así lograr lo que quiere, atrapando al perro y llevándolo al trabajo de Joan. El Gato y los niños encuentran rápido a Nevins pero el Gato decide ser él quien lo atrape pero lo termina espantando. Nevins corre hasta la casa de Denise, amiga de Sally quien triste ve que es cumpleaños de ella y no la invitó a excepción de los demás jóvenes de la escuela (si bien Sally y Denise estaban peleadas y no querían hablarse), al ver que los niños saldrían al patio a romper la piñata, Sally y Conrad se esconden pero el Gato al no poder esconderse toma el lugar de la piñata para luego recibir varios golpes de parte de los niños hasta que uno lo golpea fuertemente con un grueso bate en sus genitales lo que hace el Gato delirar y gritar fuertemente. Conrad y Sally arrojan dulces haciendo creer que fue rota la piñata pero el Gato trata vanamente de vengarse del chico que lo golpeó. Mientras tanto Joan para asegurarse que sus hijos se portan bien llama a la casa y la Sra. Kwan asegura que los niños se portan bien; sin saber que Cosa 1 y Cosa 2 se habían disfrazado de Conrad y Sally, las Cosas al ver de nuevo a la niñera dormida juegan con ella mientras la Caja va saliéndose de control.
Conrad, Sally y el Gato logran divisar a Nevins pero Lawrence logra secuestrarlo para llevarlo con Joan, para alcanzarlo el Gato muestra a los niños su propio vehículo automotor; la Línea Especial Nacional de Transporte Oblicuo ó Lujoso Extra Navegador Todoterreno Omnidireccional abreviado LENTO, antes llamado Carroza Aerodinámica a Combustión Atómica ó Máquina Instantánea Extra Rápida De Acarreo. Ambos siguen a Lawrence y el Gato permite que los niños y él manejen el vehículo pero terminan chocando contra un enorme yunque. Al ver que Lawrence esta a pocos metros de la Inmobiliaria Humberfloob el Gato tiene como plan C distraerlo, además de haber planeado desorganizar la casa y abandonar a los niños, vestido de hippie pidiendo firmas para salvar al Zumzizeroo, una supuesta especia en vía de extinción, con un bolígrafo gigante. Cuando Lawrence le pide sostener al perro, el Gato huye con los niños hasta esconderse en un club donde varias personas en plena fiesta usan sombreros como el del Gato quien baila con una atractiva mujer (Paris Hilton) pero el Gato tropieza con varias personas perdiendo su sombrero pero logra tomar uno y con los niños logran evadir a Lawrence, y Conrad toma el candado pero el Gato entra en pánico al ver que el sombrero que recogió no es de él y ven como Lawrence convence a Joan de ir a la casa para demostrar la irresponsabilidad de Conrad y Sally y la existencia del Gato.
Conrad al ser consciente de su error de ser desobediente llama a las Cosas, que hacen lo opuesto a lo que les ordenan (lo que implica que se les puede hacer obedecer órdenes dándoselas al revés), las cuales traen el coche de Lawrence y con el Gato y los niños tratan de llegar antes a la casa; mientras que dentro de ésta la Caja aún abierta desprende burbujas de un viscoso líquido púrpura que hace que todo cobre vida y se deforme, Conrad ordena a las Cosas indirectamente distraer a Lawrence y a Joan; las Cosas se disfrazan de oficiales de tránsito distrayendo a Joan pero Lawrence al ver su coche manejado por Conrad y acompañado de Sally y el Gato toma la motocicleta de las Cosas y logra alcanzar a los niños sin ver al Gato, pero al entrar encuentran la casa en buen estado pero el Gato aparece asustando a Lawrence quien estornuda por su alergia hasta caer a un abismo donde había una enorme laguna con el líquido púrpura, rompiendo la fachada de la casa ordenada, y los niños acompañados por el Gato además de observar un mundo retorcido en la casa bajan a una zona donde la aun dormida señora Kwan baja por un pequeño río y el Gato la usa como carro de montaña rusa junto con los niños para recorrer la casa y buscar la Caja, una vez la encuentran trata de cerrarla pero un remolino absorbe a Sally siendo sujetada por Conrad pero éste debe soltarla para poder cerrar bien la Caja, una vez lo logra la casa vuelve a la normalidad pero queda casi completamente destruida, con Lawrence cubierto del líquido púrpura, y el Gato queriendo jugar tenis muestra que siempre había traído consigo su sombrero, por lo que el Gato confiesa haber planificado todo lo sucedido y en consecuencia los niños lo echan de la casa.
Conrad acepta su culpa y Sally también pero al ver que la puerta se abre creen que su madre ha llegado pero el Gato al saber que los niños habían aprendido de su error y que por ello se restauraba el contrato, el cual se había anulado por Conrad al abrir a la Caja, y el Gato a bordo de vehículo Succionador Universal de Suciedades y Olores, SUSYO, y con las Cosas limpian y restauran la casa hasta dejarla en perfecto estado y dejan igulmente limpios a los niños. El Gato usa su Divertinometro viendo que los niños ya tienen buen comportamiento y siendo su hora de irse se despide pero aunque los niños le piden quedarse pero el Gato se va sabiendo que Joan llegaba en ese mismo instante, Joan llega sorprendida por el buen estado de la casa pero en ese momento llega Lawrence diciéndole a Joan que la casa estaba viva y sobre el Gato, Lawrence le pide una vez más a Joan enviar a Conrad a la academia militar pero Joan no le cree y defiende a su hijo ya que sabe que es un buen chico por lo que echa a Lawrence pero éste haciendo un berrinche le ruega casarse con él pero aun así lo echa y decide no enviar a Conrad a la academia militar.
La fiesta se realiza con la felicitación de Humberfloob y Joan queda curiosa al saber que habían hecho Conrad y Sally. Más tarde cuando acaba la fiesta, la familia brinca en el sofá y el narrador muestra ser el mismo Gato quien con las Cosas se aleja al horizonte al llegar el ocaso con música de terror.
Después de los créditos la señora Kwan se despierta y se pone curiosa de como ha llegado ahí adentro de la caja del gato.

## Reparto
- Mike Myers.... El Gato
- Alec Baldwin.... Lawrence "Larry" Quinn
- Kelly Preston.... Joan Walden
- Dakota Fanning.... Sally Walden
- Spencer Breslin.... Conrad Walden
- Amy Hill.... Mrs. Kwan
- Sean Hayes.... Sr. Hank Humberfloob/el Pez
- Diana Herrera y Taylor Rice.... Cosa 1
- Brittany Oaks y Talia-Lynn Prairie.... Ben
  - Dan Castellaneta.... Voz de las Cosas.
- Steven Anthony Lawrence.... Niño que golpea fuertemente al Gato con el bate.
- Paris Hilton.... Atractiva mujer del club
- Bugsy.... Nevins
  - Frank Welker voz de Nevins.
- Candace Dean Brown.... Secretaria de la Inmobiliaria Humberfloob
- Daran Norris.... Anunciador
- Clint Howard.... Kate, el proveedor de comida de la fiesta; brownies, pasteles, etc.
- Paige Hurd.... Denise
- Stephen Hibbert.... Jim McFinnigan
- Roger Morrisey.... Mr. Vompatatat
- Victor Brandt.... como Narrador (voz), emulado por el Gato al final.

## Taquilla y críticas
La película recaudó más de 40 millones de dólares en su primera semana de estreno, en los Estados Unidos ocupó el primer lugar en la taquilla a solo tres días de su estreno, aunque en otras partes del mundo no tuvo el mismo éxito.
La película fue rechazada por la crítica, debido al exagerado contenido estilístico del color, adjuntado a una versión más vulgar y corta de la trama del libro infantil. Rotten Tomatoes reporta que el 10 % de los críticos le dieron a la película una reseña positiva fuera de 149 reseñas, con la declaración siendo: "Llena de doble sentidos y humor urinal, este Gato queda chato."
Roger Ebert y Richard Roeper le dieron a la película "Dos pulgares abajo." Roeper dijo que la actuación de Myers que "Quizás una parte de él estaba reconociendo que la película siendo una versión real de The Cat In The Hat simplemente no era una gran idea." Ebert tenía el mismo problema con la película que él tuvo con How The Grinch Stole Christmas, en el que "Si existe algo que he aprendido de esas dos películas es que no queremos ver a Jim Carrey como un Grinch, y no queremos ver a Mike Myers como un gato. Esos son comediantes talentosos, hay que verlos hacer lo suyo, no enterrarlos bajo una tonelada de tecnología."